# Jongenshuis (Delft)
Het Jongenshuis is een van de laatste patriciërswoningen in Delft, in de Nederlandse provincie Zuid-Holland. Het pand is in 1892 aan de Oude Delft 137 gebouwd, in opdracht van advocaat W.F. van der Mandele. De eerste steen werd gelegd door zijn 12-jarige neefje Karel Paul van der Mandele, die later onder andere directeur van de Rotterdamsche Bank werd en nauw betrokken was bij de wederopbouw van Rotterdam. Het ontwerp is, net als dat van de Zuiderkerk in Delft, van architect G. v.d. Kaaden in neorenaissance stijl. Het gebouw bevindt zich tegenover het oude Meisjeshuis.

## Voorgeschiedenis
Vroeger stonden er op deze plek twee huizen: een klein pand met nummer 137 en een groot pand met nummer 139. Het grote huis droeg de naam 'De Vergulde Meebael'. Een oude gevelsteen en een korte beschrijving over het huis met uitleg over de naam in de doorgang naar de parkeergarage aan de Phoenixstraat herinnert nog aan dit huis. De man die het pand zijn naam gaf, Paulus van Beresteyn, was erg gehecht aan het huis. In zijn testament schreef hij dat hoopte dat het voor altijd in de familie zou blijven. Na drie generaties van Beresteyn is het pand verkocht door Agneta Deutz, weduwe van Zacharias van Beresteyn, omdat het onderhoud te kostbaar werd.

## Twintigste eeuw
Van der Mandele heeft zijn patriciërswoning niet lang in bezit gehad. De bank van Van der Mandele, Van der Mandele en Zoonen, kwam in de problemen toen de distilleerderij van Lambert van Meerten, waaraan ze ruime kredieten hadden verstrekt, failliet ging. Op 15 september 1901 klapte de bank in elkaar en werd het pand verkocht om schuldeisers schadeloos te stellen.
Van 1926 tot 1968 kreeg het pand de functie van weeshuis. Toen het aantal wezen na de Tweede Wereldoorlog sterk verminderde, werd het pand omgetoverd in een 'Tehuis van werkende jongens', een onderkomen voor jongens met opvoedingsproblemen thuis. De Fundatie van Renswoude had er een fraaie regentenkamer (zie foto). Uiteindelijk is het pand aan de Oude Delft in 1968 verworven door de gemeente Delft voor huisvesting van de afdeling Interne Zaken van de gemeente-secretarie.
In 1984 is naar ontwerp van architect Jo Coenen een aanbouw aan de achterzijde gerealiseerd. Tevens zijn de twee rechter vensterassen doorgebroken om een doorgang naar de Phoenixstraat te forceren.

Oude foto's Jongenshuis
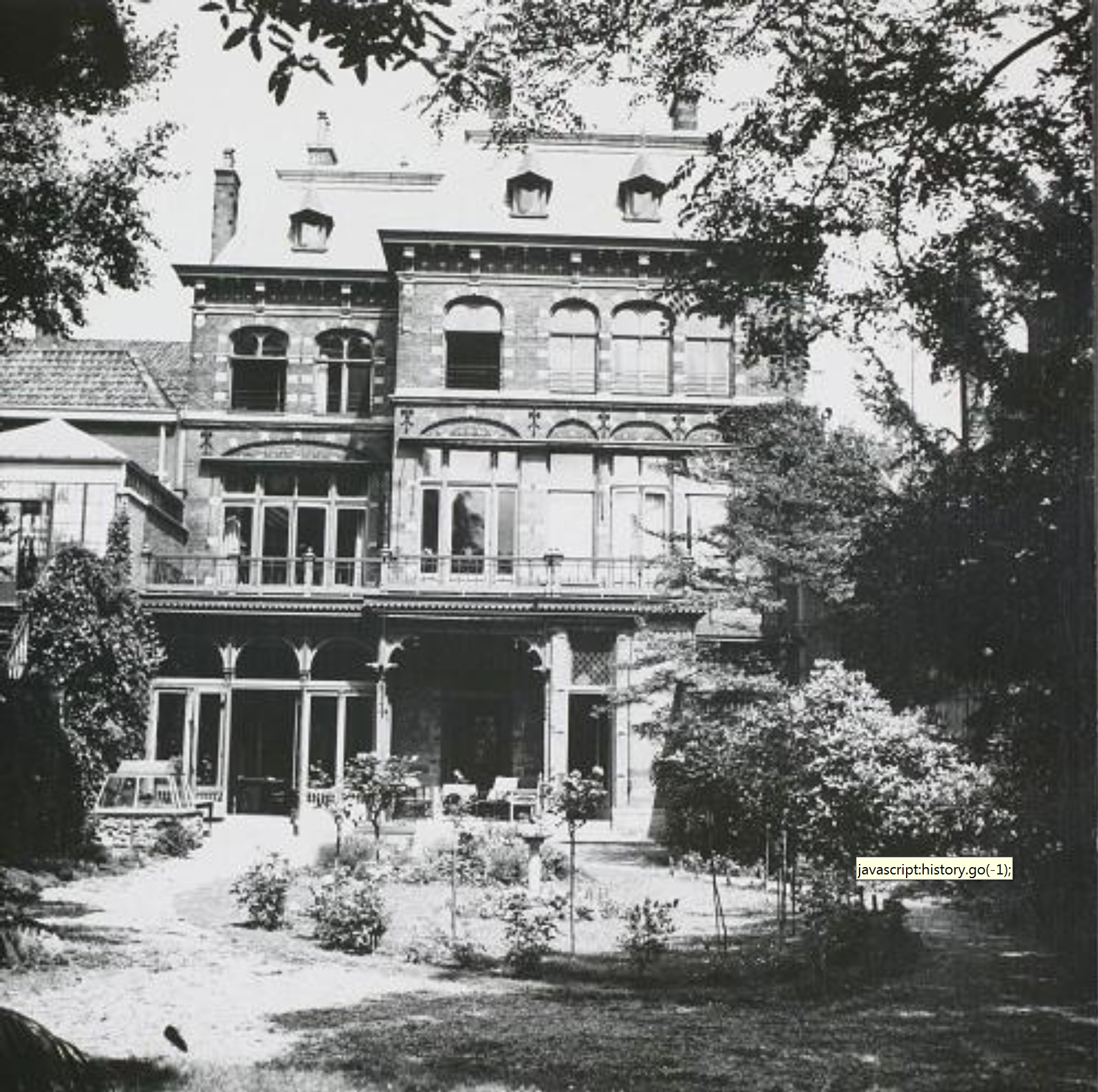
De tuin van het Jongenshuis in de jaren 60

## 21e eeuw
Sinds november 2014 is het pand in particulier eigendom en dient het als kantoorruimte voor een ingenieursbureau gespecialiseerd in mechanica. Daarnaast is het tegenwoordig een rijksmonument.